# Omar Jasika
Omar Jasika (* 18. Mai 1997 in Kingston City, Victoria) ist ein australischer Tennisspieler.

## Karriere
Omar Jasika feierte in seiner Juniorenkarriere große Erfolge, seine größten waren die Turniersiege 2014 in der Junioren-Einzel- und Doppelkonkurrenz der US Open.
Omar Jasika spielt bei den Profis hauptsächlich auf der ATP Challenger Tour und der ITF Future Tour. Sein Debüt auf der ATP World Tour gab er im September 2014 bei den Malaysian Open, wo er bereits in der Auftaktrunde gegen Rajeev Ram in drei Sätzen verlor. 2017 im australischen Burnie gewann er seinen ersten Challenger-Titel.
Bei den Australian Open 2025 gewann er den erstmals ausgetragenen und mit 60.000 australischen Dollars dotierten One Point Slam.

## Persönliches
Jasika hat einen bosnischen Ursprung. Seine Eltern Mitch und Sabina emigrierten wegen des Bosnienkriegs nach Australien. Sein Bruder Amor ist auch eine Tennishoffnung.

## Erfolge
| Legende (Anzahl der Siege) |
| Grand Slam                 |
| ATP Finals                 |
| ATP Tour Masters 1000      |
| ATP Tour 500               |
| ATP Tour 250               |
| ATP Challenger Tour (2)    |

### Einzel

#### Turniersiege
| Nr. | Datum           | Turnier    | Belag     | Finalgegner | Ergebnis       |
| --- | --------------- | ---------- | --------- | ----------- | -------------- |
| 1.  | 4. Februar 2017 | Burnie (1) | Hartplatz | Blake Mott  | 6:2, 6:2       |
| 2.  | 4. Februar 2024 | Burnie (2) | Hartplatz | Alex Bolt   | 6:2, 6:72, 6:3 |